# Шах, Элазар Менахем
Раввин Элазар Менахем Шах (ивр. אלעזר מנחם מן שך‎; 20 декабря 1898 (1 января 1899), Вабалнинкас, Ковенская губерния, современная Литва — 2 ноября 2001, Бней-Брак, Израиль) — духовный лидер литовского направления в иудаизме в Израиле, глава Поневежской иешивы. Духовный лидер партии Дегель ха-Тора и один из основателей партии ШАС.

## Краткая биография
Рав Шах родился в г. Вабалнинкас, современная Литва у Азриэля Шаха и Бат-Шевы Левитан 1 января 1899 г. (источники расходятся в отношении точной даты рождения). Учился в иешивах Паневежиса, Слободки в Ковно (Каунас) и Слуцке, где стал любимым учеником рава Исера Залмана Мелцера, а затем и мужем его племянницы. В браке родилось 3 детей - сын Эфраим и дочери Мирьям-Рейзл и Двора.
Вместе с равом Мелцером после Первой мировой войны перебрался в Клецк, а затем в Слуцк. В 1927 стал главой иешивы в Люблине, затем был равом в иешиве Новогрудока. В этот период завел близкое знакомство с равом Хаимом Ойзером Гродзинским, который его рекомендовал карлинскому Ребе и в 1936 рав Шах был приглашён возглавить иешиву карлинских хасидов в Лунинце Брестской области.
Во время Второй мировой войны ему удалось вместе с семьёй перебраться из Литвы в подмандатную Палестину к раву Мелцеру. Там он устроился преподавателем в тель-авивскую иешиву «Ишув хадаш», затем в иешиву «Даром» в Реховоте и, наконец по рекомендации Хазон Иша — в бней-бракскую Поневежскую иешиву (см. Поневеж), считающуюся одним из самых престижных высших учебных заведений в еврейском ортодоксальном мире. В начале 60-х годов рав Шах стал главой Поневежской иешивы и членом «Совета мудрецов Торы». После смерти лидера брестского направления рава Ицхака Зеэва Соловейчика в 1959 рав Шах постепенно принял на себя роль ведущего раввина литовского направления. В 80-х годах начал активно влиять на всеизраильскую политику. В 1984 создал партию Шас для представительства выпускников иешив-сефардов, а в 1988 Дегель ха-Тора для представительства выпускников иешив ашкеназов. Выступал за союз ультраортодоксальных партий с Ликудом и резко осуждал партию Авода и её лидеров. Несмотря на это по вопросу территорий выступал на «голубиных позициях» за мирное урегулирование еврейско-арабского конфликта. В 1990 отказался от поддержки Шимона Переса во время «вонючего сговора», несмотря на поддержку Шаса. В 1992 выступил против вступления партии Дегель ха-Тора в правительство Ицхака Рабина вместе с левой партией Мерец.

### Последние дни
Скончался 2 ноября 2001 в больнице «Шиба» в Тель ха-Шомере. Смерть наступила в результате критического снижения давления. Длившиеся двое суток попытки врачей спасти жизнь рава Шаха не увенчались успехом. В последние годы раввин страдал от серьёзного нарушения функции дыхательной системы, а незадолго до смерти заболел воспалением лёгких, которое и ускорило трагический конец.
Документально дата рождения Элазара Шаха не установлена. Различные источники указывают разный его возраст — от 103 до 109 лет, но наиболее авторитетные сходятся на 107 годах.
Раввин был похоронен в Бней-Браке, где прожил вторую половину жизни. В последний путь его провожали сотни тысяч учеников и единомышленников. Наследниками рава Шаха были ещё при его жизни объявлены 2 других крупных раввина р. Йосеф Шалом Эльяшив и р. Штейнман, Аарон Лейб.

## Вклад в развитие иудаизма
Шах делал основной упор на духовном и исследовательском аспектах иудаизма. Его имя было не так хорошо известно далёким от традиции евреям, однако вклад раввина Шаха в иудейскую теологию оказался весьма значительным.
Он выступил против изменений, происходивших в движении ХаБаД, обвинив руководителя этого хасидского течения в искажении Торы.
По поручению рава Шаха была основана ортодоксальная газета «Ятэд Нееман».

## Общественная деятельность
Эрудиция, такт, незаурядные организаторские способности и редчайший педагогический талант сделали Шаха лидером литовского направления ортодоксального иудаизма. Со всех концов страны и из-за рубежа к нему приезжали люди с вопросами по Галахе и за советом при принятии важных решений. Об отзывчивости раввина ходят легенды.
Обладая глубочайшими знаниями еврейских священных книг, написанных на иврите и по-арамейски, в обиходе раввин Шах пользовался идишем. Выпестованные им Дери и другие лидеры сефардской ортодоксальной общины неплохо владеют этим языком.

### Влияние рава Шаха на израильскую политику
До раскола в партии Агудат Исраэль раввин Шах возглавлял в ней Совет мудрецов Торы. Накануне выборов 1988 года основал новую партию Дегель ха-Тора. Он же создал в 1984 году партию ШАС, но отрекся от неё восемь лет спустя, когда её политический лидер Арье Дери вопреки запрету Шаха вошёл в левую коалицию Ицхака Рабина. Шах категорически противился Норвежским соглашениям и поэтому в 1996 году велел всем своим сторонникам проголосовать за Биньямина Нетаньяху. С тех пор раввин не принимал участия в политической жизни.